# Carlos Gregório
Carlos Alberto Mendes Gregório (Rio de Janeiro, 31 de agosto de 1947) é um ator, diretor, escritor e roteirista brasileiro formado pelo Conservatório Nacional de Teatro. Na televisão, teve muito destaque em obras como Saramandaia, Grande Sertão:Veredas, Direito de Amar, Vale Tudo, entre outros. Em 1990, na telenovela História de Ana Raio e Zé Trovão, viveu o vilão Ubiratan Hernandez, principal comparsa de Leopoldo Miranda  "Canjerê" vivido pelo ator Nelson Xavier. Em 2010 o ator foi convidado a participar de elenco da série A Vida Alheia, onde interpretou Júlio, o marido da personagem de Marília Pêra. Três anos mais tarde, foi responsável por escrever sua primeira telenovela: Além do Horizonte, junto com seu parceiro titular Marcos Bernstein.
Atuou em trinta e um filmes nacionais dirigidos por nomes consagrados do cinema nacional, com destaque em 1974 no filme Guerra Conjugal, interpretando Nelsinho, sendo eleito 'Melhor Ator' pelo Prêmio APCA, assim como, em 1986 na pele do personagem Rui em Baixo Gávea, premiado no Troféu Candango de Melhor Ator no Festival de Brasília. Além disso,  Carlos Gregório também foi roteirista de um grande sucesso do cinema nacional, Se Eu Fosse Você, protagonizado por Tony Ramos e Glória Pires.
Quanto à vida pessoal, Carlos Gregório é casado com Isabela e tem três filhas e um filho de outros casamentos.

## Biografia
Carlos Gregório é filho de José Luiz Gregório, alagoano de Olho d'Água das Flores, e de Joselina Mendes, carioca.
Começou sua carreira no teatro, participando de peças como O Rei da Vela, de Oswald de Andrade, Galileu, Galilei, de Brecht, Na Selva das Cidades, no Grupo Oficina de São Paulo, e O Anti-Nelson Rodrigues.
Ao acompanhar um amigo que foi até o Conservatório Nacional de Teatro para se matricular no curso de interpretação, Carlos Gregório viu que aquele era o seu lugar. À época o curso de teatro no Conservatório não era universitário. Depois se transformou na Faculdade de Teatro da UNIRIO. Carlos Gregório foi da mesma turma dos atores Marcos Nanini, Pedro Paulo Rangel, Luiz Armando Queiróz. Uma turma considerada histórica do Conservatório.

Luiz Armando Queiroz (na foto atuando na peça O Marido vai à Caça), foi da mesma turma de Carlos Gregório no Conservatório de Teatro. Uma turma histórica.

Quando terminou o curso havia alguns amigos de Gregório fazendo a peça Galileu, Galileu; de Brecht, no Teatro Oficina. O espetáculo ficou em cartaz por dois meses em São Paulo e depois foi para o Rio de Janeiro. Com a saída de um dos atores Gregório foi indicado para substituí-lo no espetáculo. Enquanto viajava por alguns estados brasileiros com Galileu, Galilei o grupo ensaiava o próximo espetáculo: Na Selva das Cidades, também de Brecht. Depois dessa peça o grupo se dissolveu. Atores como Othon Bastos, Pedro Paulo Rangel, Otávio Augusto e André Valli já haviam saído do grupo antes do seu término. José Celso Martinez Correa e Renato Borghi foram para a Europa e, de volta ao Brasil resolveram produzir o filme Prata Palomares. O roteiro foi escrito por José Celso e a direção ficou a cargo de André Farias que convidou Carlos Gregório e Renato Borghi para serem os protagonistas. As gravações ocorreram em Florianópolis em 1970, durante três meses.
Por sua atuação no filme Prata Palomares foi indicado ao diretor Joaquim Pedro para fazer o filme Os Inconfidentes. Contratado, viajou a Ouro Preto - MG para as gravações. O  roteiro foi todo escrito de acordo com o autos da devassa da Inconfidência Mineira. Pouco depois Joaquim Pedro o convida para o filme Guerra Conjugal em que fez o protagonista de uma das três histórias do longa. Os outros protagonistas  foram Lima Duarte e Jofre Soares. Por Guerra Conjugal, Carlos Gregório ganhou o seu primeiro prêmio, o APCA - Associação Paulista dos Críticos de Arte. Depois fez uma participação no filme O Homem do Pau Brasil, também dirigido por Joaquim Pedro.
Em 1975 ficou sabendo por José Wilker que Daniel Filho queria conversar com ele. Não deu muita importância ao fato e não foi conversar com Daniel, pois se considerava "do cinema, da contra cultura". Porém, um ano depois, casado e com filho procurava por trabalho. O mercado do cinema estava muito complicado. Naquele momento percebeu que mesmo para fazer teatro era melhor que estivesse na televisão, pois a TV já tinha influência na produção de Teatro. Procurou por Fábio Sabag, seu colega de elenco em Os Inconfidentes. Sabag tinha um cargo executivo na Globo e o indicou para Walter Avancini. Foi chamado para uma entrevista, participou de testes e reuniões de elenco, até que Avancini o contratou. O primeiro trabalho para a TV foi então na novela Saramandaia (1976). Com o fim das gravações da primeira novela inicia Despedida de Casado, de Walter George Durst. Estudos e ensaios haviam sido realizados, mais de vinte capítulos gravados. Porém a novela foi censurada definitivamente. Com isso, Walter Avancini pediu ao Walter Durst outro texto. Assim surgiu a novela Nina, com texto baseado na obra de Galeão Coutinho. O elenco de Despedida de Casado foi aproveitado para a nova novela. Despedida de Casado não foi censurada por questões políticas, mas sim por questões morais.
Também em 1976 fez, com Fernanda Montenegro, a peça A Mais Sólida Mansão, de Eugene O'Neill. Por causa da censura da época os atores tinham que fazer uma apresentação da peça para os censores. Só assim poderiam conseguir o aval para se apresentarem ao público em geral. Nesse período, Gregório lembra também da peça Calabar, que foi censurada na véspera da estreia, o que quebrou financeiramente os produtores, pois todo dinheiro já tinha sido investido. Isso foi uma maneira de desencorajar outras montagens com pontos de vista que não agradavam ao governo autoritário.

### Televisão
Iniciou sua trajetória em 1976 na telenovela Saramandaia, da Rede Globo como delegado Petronílio Peixoto. Nos três anos seguintes, deu vida a Nélio, Taio e Padre Justino em Nina, Pecado Rasgado e Os Gigantes, respectivamente. No início da década de 1980, viveu Sandro Moreira em Baila Comigo e atuou na pele do personagem Juca em Elas por Elas. Em 1984, participou das minisséries Marquesa de Santos como Boaventura (Barão de Sorocaba) e Rabo de Saia como Quinquim de Salles. No ano seguinte, foi José Simplício em Grande Sertão: Veredas. Concluiu o decênio interpretando Josmar em Tudo ou Nada, da Rede Manchete; além de retornar para a emissora global em Direito de Amar como Cirineu Farfan e em Vale Tudo como o terapeuta Gerson.
No início da década de 1990, viveu o pai de Renato (Danton Mello) na telenovela Rainha da Sucata; participou do programa Fronteiras do Desconhecido no episódio "Maria do Cais"; esteve na minissérie Desejo como Arnaldo, além de interpretar Ubiratan Hernandez em A História de Ana Raio e Zé Trovão e e fez participação especial em Pantanal como o caminhoneiro Expedito. Em 1993, participou das obras Família Brasil, na Manchete, e Agosto como Antônio Carlos (Tonho), na Globo, com direção de Paulo José.
Em 1994, deu vida a Walter Wanderley na telenovela Quatro por Quatro, além de atuar como doutor Silvino na minissérie Memorial de Maria Moura. Dois anos depois, interpretou Michel Renault em O Fim do Mundo e Altino em Anjo de Mim. Em 1997, fez aparição em Por Amor como diretor do hospital e, no ano seguinte, esteve no elenco de Torre de Babel como Paulo; em Hilda Furacão como doutor Alencastro e fez parte do elenco de Meu Bem Querer. Concluiu o decênio na pele de Barcelos em Força de um Desejo.
Na década de 2000, viveu doutor Carlos na telenovela Esplendor, Domingos Martins Correa em A Padroeira e Rodrigo na minissérie O Quinto dos Infernos. Em 2003, deu vida a Ariovaldo em Kubanacan e doutor Jaime em Carga Pesada, no episódio "A Vaca do Milhío". No ano seguinte, esteve na pele de Fábio na série A Diarista, cujo episódio "Aquele com os Adolescentes". Em 2005, viveu Rodriguez em Alma Gêmea e, cinco anos mais tarde, foi Júlio em A Vida Alheia, de Miguel Falabella.

### Cinema
Estreou no cinema em 1970 como o "homem novo" em Prata Palomares e, em 1971, representou José Álvares Maciel em Os Inconfidentes, de Joaquim Pedro de Andrade. Em 1974, esteve no elenco de Guerra Conjugal, do mesmo diretor, como Nelsinho, o "vampiro de Curitiba", inspirado na obra de Dalton Trevisan. Por esse trabalho, foi eleito 'Melhor Ator' pelo Prêmio APCA (Associação Paulista dos Críticos de Arte). No ano seguinte atuou em A Extorsão, de Flávio Tambellini, como Miguel. Em 1977, participou do filme Chuvas de Verão, de Cacá Diegues, como Paulinho, concluindo a década em A Volta do Filho Pródigo como "filho do patrão" e Memórias do Medo como Garcia.
No início da década de 1980, viveu o irmão Fidélis em Engraçadinha, além de atuar em Álbum de Família - Uma História Devassa como Edmundo. Em 1982, esteve nos longas O Homem do Pau-brasil como Menotti del Picchia e fez participação especial em O Sonho não Acabou. No ano seguinte, participou em Bar Esperança como Camelo e O Rei da Vela como o intelectual Pinote. Os anos de 1984 e 1985, integrou a equipe de Para Viver um Grande Amor e em O Rei do Rio.
Em 1986, viveu Silas Gonçalves em O Homem da Capa Preta e Rui em Baixo Gávea, este último, sendo eleito no Troféu Candango de Melhor Ator no Festival de Brasília. No ano seguinte, participou do filme Eternamente Pagu e foi Sérgio em O País dos Tenentes, de João Batista de Andrade. Encerrou a década no elenco de O Nariz, além de interpretar Álvaro em Doida Demais.
Na década de 1990, participou apenas de três longas: A Maldição do Sanpaku como Sivuca; Policarpo Quaresma, Herói do Brasil como doutor Campos e em Mauá - O Imperador e o Rei como o Conde Bonifácio. No início da década de 2000, interpretou o professor Alberto em Duas Vezes com Helena, parte de um triângulo amoroso envolvendo sua esposa Helena (Christine Fernandes) e seu aluno Polyodoro (Fábio Assunção); além de atuar no filme Tônica Dominante, de Lina Chamie, como um maestro. Em 2001, viveu Otávio em Xuxa e os Duendes, filme dirigido por Paulo Sérgio Almeida e Rogério Gomes. Nos dois anos seguintes, encarnou em Carlos Drummond de Andrade em Poeta de Sete Faces, além de integrar o elenco do curta-metragem Ex Inferis como Vicente.

## Realizador e Roteirista

### Curtas-Metragem
Em 1997 dirigiu o seu primeiro curta: Amar..., inspirado no poema Quadrilha, de Carlos Drummond de Andrade. O filme recebeu nove prêmios em festivais nacionais: direção, melhor filme, roteiro, crítica e júri popular. Gregório foi agraciado com o prêmio de melhor diretor no RioFilme Festival, que viria a se tornar o Festival do Rio.  O curta Loop, que dirigiu em 2002 recebeu dois prêmios por melhor roteiro: no Gramado CineVídeo e no Festival de Curitiba. Em 2006 dirigiu O curta O Silêncio.

### Séries e Filmes
O ator escreve desde sempre, começou com poesias e contos na década de 1970 e no inicio dos anos 1980 recebeu a primeira encomenda de uma história para o cinema. Outras se seguiram. Em 1995 foi contratado pela TV Globo como autor roteirista.
Colaborou na realização das séries A Vida Como Ela É (baseado em contos de Nelson Rodrigues), Malhação, A Justiceira, Você Decide, Linha Direta, Tudo Novo de Novo, Linha Direta e na novela A Vida da Gente.
Em 2006 escreveu junto com Flávia Bessone e Lúcio Manfredi e foi o diretor da série documental em 5 episódios JK.Doc, que revisa a trajetória de Juscelino Kubitschek,  primeira parceria entre a TV Globo e o canal GNT.
O roteiro do filme Aparecida, o Milagre; dirigido por Tizuka Yamazaki tem sua assinatura.
Em 1992 escreveu, em parceria dom Roberto Frota o argumento da comédia Se Eu Fosse Você. O roteiro, original foi escrito por ele em 1996 e no ano seguinte ganhou o prêmio do Ministério da Cultura, vindo a ser selecionado para o workshop Sundance/Riofilme. O filme foi realizado em 2005, dirigido por Daniel Filho. As personagens originais foram ainda utilizados em Se Eu Fosse Você 2, do mesmo diretor.
Em 2012, escreveu, em parceria com Marcos Bernstein, a novela Além do Horizonte, para o horário das 19 horas. A novela não estreou bem, principalmente devido à proposta um tanto inusitada para o gênero, de propor um mistério a ser desvendado. Mas foram feitos ajustes e, com os bons conselhos de Sílvio de Abreu, tudo entrou nos eixos. Ainda assim, os índices de audiência não pareceram bons para o horário. Porém, nas próximas novelas daquela faixa, viu-se que esta era uma tendência, num mercado que estava, e ainda está, se modificando.

### Literatura
Começou a escrever poesias e contos na década de 1970.
Lançou seu primeiro romance: Ruídos e Pequenos Movimentos em setembro de 2003 pela editora Bom Texto.
Foi agraciado, em 30 de setembro de 2007, com a Comenda Graciliano Ramos da Câmara Municipal de Maceió como reconhecimento à sua trajetória artística, sobretudo no campo da escrita e  das artes cênicas. A iniciativa da homenagem foi do vereador Marcelo Malta.

### Treinamento e cargos executivos
Foi professor de interpretação fundador da CAL (Casa de Artes de Laranjeiras) e por 7 anos deu aulas de análise de texto e personagem nas Oficinas de Ator da TV Globo. Lá, também ministrou oficinas e workshops de dramaturgia para diversas categorias profissionais. Entre  2003 e 2005 e entre 2009 e 2012 fez prospecção de talentos nas áreas de roteiro e direção para o Departamento de Recursos Artísticos da TV Globo.
Foi professor de roteiro e de direção de atores na Escola Darcy Ribeiro e professor da cadeira de Personagem na Pós-Graduação em Cinema da Universidade Estácio de Sá.
Fez consultoria de dramaturgia em três edições dos Laboratórios de Roteiro SESC/Riofilme e curadoria para concursos públicos do Ministério da Cultura, da Secretaria do Audiovisual e do Fundo Setorial Para o Desenvolvimento do Audiovisual.

### Na televisão
| Ano  | Título                             | Personagem                | Notas                                  |
| ---- | ---------------------------------- | ------------------------- | -------------------------------------- |
| 1976 | Saramandaia                        | Delegado Petronílio       | [ 9 ]                                  |
| 1977 | Nina                               | Nélio                     | [ 10 ]                                 |
| 1978 | Pecado Rasgado                     | Taio                      | [ 11 ]                                 |
| 1979 | Os Gigantes                        | Padre Justino             | [ 12 ]                                 |
| 1981 | Baila Comigo                       | Sandro Moreira            | [ 13 ]                                 |
| 1982 | Elas por Elas                      | Juca                      | [ 14 ]                                 |
| 1984 | Marquesa de Santos                 | Boaventura Delfim Pereira | [ 15 ]                                 |
| 1984 | Rabo de Saia                       | Quinquim de Salles        | [ 16 ]                                 |
| 1984 | Vereda Tropical                    | Pereira                   | [ 84 ]                                 |
| 1985 | Grande Sertão: Veredas             | José Simplício            | [ 17 ]                                 |
| 1986 | Tudo ou Nada                       | Josmar                    | [ 18 ]                                 |
| 1986 | Cambalacho                         | Amigo de Rogério          | Participação Especial                  |
| 1987 | Direito de Amar                    | Sirineu                   | [ 19 ]                                 |
| 1988 | Vale Tudo                          | Dr Gerson                 | [ 20 ]                                 |
| 1989 | O Salvador da Pátria               | Rubens                    |                                        |
| 1990 | Rainha da Sucata                   | Osmar                     | [ 21 ]                                 |
| 1990 | Fronteiras do Desconhecido         | Sabiá                     | Episódio: "Maria do Cais"              |
| 1990 | Desejo                             | Arnaldo                   | [ 23 ]                                 |
| 1990 | A História de Ana Raio e Zé Trovão | Ubiratan Hernandez        | [ 24 ]                                 |
| 1990 | Pantanal                           | Expedito                  | [ 25 ]                                 |
| 1992 | Anos Rebeldes                      | Alberto                   |                                        |
| 1993 | Família Brasil                     | Antônio Carlos (Tonho)    | [ 26 ]                                 |
| 1993 | Agosto                             | Maia                      | [ 27 ]                                 |
| 1994 | Quatro por Quatro                  | Walter                    | [ 28 ]                                 |
| 1994 | Memorial de Maria Moura            | Silvino                   | [ 29 ]                                 |
| 1995 | Confissões de Adolescente          | Honório Nazareth          | Episódio: "Histórias de Amor"          |
| 1995 | Você Decide                        | —                         | Episódio: "A Herança"                  |
| 1996 | Você Decide                        | —                         | Episódio: "Tempo de Namoro"            |
| 1996 | Malhação de Verão                  | Antenor                   |                                        |
| 1996 | O Fim do Mundo                     | Michel                    | [ 30 ]                                 |
| 1996 | Anjo de Mim                        | Altino                    | [ 31 ]                                 |
| 1997 | Por Amor                           | Diretor do hospital       | [ 32 ]                                 |
| 1997 | Anjo Mau                           | Dr. Cabral                |                                        |
| 1998 | Torre de Babel                     | Paulo                     | [ 33 ]                                 |
| 1998 | Hilda Furacão                      | Alencastro                | [ 34 ]                                 |
| 1998 | Meu Bem Querer                     | Eriberto                  | [ 35 ]                                 |
| 1998 | Você Decide                        | —                         | Episódio: "A Pílula"                   |
| 1999 | Força de um Desejo                 | Barcelos                  | [ 36 ]                                 |
| 2000 | Esplendor                          | Dr. Carlos                | [ 37 ]                                 |
| 2000 | Aquarela do Brasil                 | Estevão                   |                                        |
| 2000 | Você Decide                        | Pai de Cândido            | Episódio: "A Dama Proibida"            |
| 2000 | Você Decide                        | Padre João                | Episódio: "Voyeur"                     |
| 2001 | A Padroeira                        | Domingos Martins Corrêa   | [ 38 ]                                 |
| 2002 | O Quinto dos Infernos              | Rodrigo                   | [ 39 ]                                 |
| 2003 | Kubanacan                          | Morales                   | [ 40 ]                                 |
| 2003 | Carga Pesada                       | Jaime                     | Episódio: "A Vaca de Milhão"           |
| 2004 | A Diarista                         | Fábio                     | Episódio: "Aquele com os Adolescentes" |
| 2005 | Alma Gêmea                         | Sr. Rodriguez             | [ 43 ]                                 |
| 2008 | Ciranda de Pedra                   | Médico                    | [ 86 ]                                 |
| 2010 | A Vida Alheia                      | Júlio                     | [ 44 ]                                 |

### No cinema
| Ano  | Título                                  | Personagem                 | Ref.           |
| ---- | --------------------------------------- | -------------------------- | -------------- |
| 1972 | Prata Palomares                         | Homem novo, companheiro    | [ 45 ]         |
| 1972 | Os Inconfidentes                        | Álvares Maciel             | [ 46 ]         |
| 1974 | Guerra Conjugal                         | Nelsinho                   | [ 47 ]         |
| 1975 | A Extorsão                              | Delegado                   | [ 48 ]         |
| 1977 | Chuvas de Verão                         | Paulinho                   | [ 49 ]         |
| 1978 | A Volta do Filho Pródigo                | Filho do patrão            | [ 50 ]         |
| 1981 | Engraçadinha                            | Irmão Fidélis              | [ 52 ]         |
| 1981 | Memórias do Medo                        | Garcia                     | [ 51 ]         |
| 1981 | Álbum de Família - Uma História Devassa | Edmundo                    | [ 53 ]         |
| 1982 | O Homem do Pau-Brasil                   | Menotti del Picchia        | [ 54 ]         |
| 1982 | O Sonho Não Acabou                      | —                          | [ 55 ]         |
| 1983 | Bar Esperança                           | Camelo                     | [ 56 ]         |
| 1983 | O Rei da Vela                           | Totó Fruta do Conde        | [ 57 ]         |
| 1984 | Para Viver um Grande Amor               | —                          | [ 58 ]         |
| 1985 | O Rei do Rio                            | —                          | [ 59 ]         |
| 1986 | O Homem da Capa Preta                   | Silas                      | [ 60 ]         |
| 1986 | Baixo Gávea                             | Rui                        | [ 61 ]         |
| 1986 | S.O.S. Brunet                           | Jornalista                 | Curta-metragem |
| 1987 | Eternamente Pagu                        | Doutor                     | [ 62 ]         |
| 1987 | O País dos Tenentes                     | Sérgio                     | [ 63 ]         |
| 1988 | O Nariz                                 | Arlindo                    | Curta-metragem |
| 1988 | Por Dúvida das Vias                     | —                          | Curta-metragem |
| 1988 | A Porta Aberta                          | Rodrigo                    | Curta-metragem |
| 1989 | Doida Demais                            | Álvaro                     | [ 65 ]         |
| 1991 | A Maldição do Sanpaku                   | Sivuca                     | [ 66 ]         |
| 1993 | O Cão Louco Mário Pedrosa               | —                          | Curta-metragem |
| 1997 | Amar...                                 | Raimundo                   | Curta-metragem |
| 1997 | Dedicatórias                            | —                          | Curta-metragem |
| 1998 | Policarpo Quaresma, Herói do Brasil     | Dr . Campos                | [ 67 ]         |
| 1999 | Mauá - O Imperador e o Rei              | Conde Bonifácio            | [ 68 ]         |
| 2000 | Tônica Dominante                        | Maestro                    | [ 70 ]         |
| 2000 | Woman on Top                            | Melvin                     |                |
| 2001 | Xuxa e os Duendes                       | Otávio                     | [ 71 ]         |
| 2002 | Duas Vezes com Helena                   | Prof. Alberto              | [ 69 ]         |
| 2002 | Poeta de Sete Faces                     | Carlos Drummond de Andrade | [ 72 ]         |
| 2002 | Loop                                    | Cientista                  | Curta-metragem |
| 2003 | Ex Inferis                              | Vicente                    | Curta-metragem |
| 2021 | O Auto da Boa Mentira                   | Profeta                    | [ 88 ]         |
| 2025 | Samuel Wainer                           | Narrador                   | Documentário   |

#### Na direção
● 1983 - Tragédia Carioca
● 1987 - A Floresta Tenebrosa
● 1997 - Amar... (curta)
● 2005 - O Silêncio (curta)

### Como roteirista
- 1992 - Você Decide
- 1996 - A Vida como Ela É…
- 2006 - Se Eu Fosse Você
- 2010 - Aparecida, o Milagre
- 2011/2012 - A Vida da Gente

### Como autor
● 1997 - A Justiceira 
- 2013 - Além do Horizonte [90][91]

## Teatro[92]
- Galileu Galilei (1968)
- Na Selva das Cidades (1969)
- O Rei da Vela (1971)
- Utropia (Utopia dos Trópicos) (1971)
- O Anti-Nelson Rodrigues (1974)
- A Mais Sólida Mansão (1976)
- Seis Personagens à Procura de Um Autor (1977)
- Era uma Vez nos Anos 50 (1978)
- A Serpente (1980)
- A Aurora da Minha Vida (1982)
- Cabra Marcado Para Correr II: A Missão (1985)
- A Honra Perdida de Katharina Blum (1986)
- Noite Feliz (1995)
- Boca de Ouro (2004)
- Cauby! Cauby! (2006)
- O Beijo no Asfalto (2006)
- O Despertar da Primavera (2009)

## Prêmios
Associação Paulista de Críticos de Arte (Apca) - 1975
Melhor Ator .... Guerra Conjugal (1974)
Festival de Brasília (1986)
Melhor ator .... Baixo Gávea (1986)
RioCine Festival (1988)

Melhor ator .... S.O.S. Brunet! (1986) 